# NK Polet Semeljci
NK Polet je nogometni klub iz Semeljaca. 

## Povijest
Klub je osnovan 1934. godine pod nazivom NK Zmaj i isti djeluje sve do početka 2. svjetskog rata. Po završetku rata klub se obnavlja pod novim imenom NK Proleter, ali ubrzo mijenja naziv u NK Polet koji nosi i danas. Jedno kraće razdoblje tijekom osamdesetih godina prošlog stoljeća klub je bio uključen u Sportsko društvo Polet, zajedno sa šahovskim klubom. 

NK Polet 1954. godine započinje odigravati službene utakmice u okviru tadašnjeg "Brodskog podsaveza" i od tada redovito nastupa u raznim ligama. Trenutno se natječe u 2. ŽNL osječko-baranjskoj, NS Đakovo. 

Osim seniorske momčadi, u klubu postoje i mlađe momčadi koje se natječu u Ligi pionira i Ligi juniora Nogometnog središta Đakovo. 

## Statistika u prvenstvima od sezone 1999./2000.
| Sezona    | Rang | Liga                                | Pozicija | Utakmice | Pobjede | Neodlučeno | Porazi | Postignuti golovi | Primljeni golovi | Bodovi  |
| 1999./00. | 5.   | 2. ŽNL Osječko-baranjska, NS Đakovo | 8.       | 26       | 11      | 3          | 12     | 49                | 46               | 36      |
| 2000./01. | 5    | 2. ŽNL Osječko-baranjska, NS Đakovo | 13.      | 26       | 7       | 3          | 16     | 32                | 64               | 23 (–1) |
| 2001./02. | 5.   | 2. ŽNL Osječko-baranjska, NS Đakovo | 9.       | 26       | 9       | 7          | 10     | 35                | 38               | 34      |
| 2002./03. | 5.   | 2. ŽNL Osječko-baranjska, NS Đakovo | 5.       | 26       | 12      | 3          | 11     | 52                | 51               | 39      |
| 2003./04. | 5.   | 2. ŽNL Osječko-baranjska, NS Đakovo | 6.       | 22       | 9       | 8          | 5      | 32                | 25               | 35      |
| 2004./05. | 5.   | 2. ŽNL Osječko-baranjska, NS Đakovo | 8.       | 26       | 11      | 3          | 12     | 51                | 52               | 36      |
| 2005./06. | 5.   | 2. ŽNL Osječko-baranjska, NS Đakovo | 4.       | 30       | 16      | 5          | 9      | 74                | 47               | 53      |
| 2006./07. | 6.   | 2. ŽNL Osječko-baranjska, NS Đakovo | 14.      | 30       | 9       | 2          | 19     | 40                | 74               | 29      |
| 2007./08. | 6.   | 2. ŽNL Osječko-baranjska, NS Đakovo | 5.       | 30       | 13      | 5          | 12     | 48                | 52               | 44      |
| 2008./09. | 6.   | 2. ŽNL Osječko-baranjska, NS Đakovo | 9.       | 30       | 12      | 4          | 14     | 60                | 50               | 40      |
| 2009./10. | 6.   | 2. ŽNL Osječko-baranjska, NS Đakovo | 3.       | 30       | 16      | 3          | 11     | 84                | 53               | 51      |
| 2010./11. | 6.   | 2. ŽNL Osječko-baranjska, NS Đakovo | 2.       | 30       | 19      | 2          | 9      | 67                | 48               | 59      |
| 2011./12. | 6.   | 2. ŽNL Osječko-baranjska, NS Đakovo | 1.       | 28       | 17      | 3          | 8      | 57                | 40               | 54      |